# Alvino Broering
Padre Alvino Broering (Anitápolis, 2 de março de 1963 — Itajaí, 14 de dezembro de 2009) foi um sacerdote católico e membro da Academia Itajaiense de Letras, onde ocupou a cadeira de nº 36.

## Vida
Estudou filosofia com a Ordem Franciscana, passando posteriormente para a Arquidiocese de Florianópolis, onde cursou teologia e foi ordenado padre em 7 de outubro de 1989, na cidade de Navegantes.
Exerceu seu ministério sacerdotal nas paróquias Nossa Senhora dos Navegantes, em Navegantes (1989-1997) e Santíssimo Sacramento, em Itajaí (1997-2005). De 2003 a 2009 era também capelão da Capelania Spiritus Veritatis, na Univali (Universidade do Vale do Itajaí). Fundou e dirigiu a Rádio Comunitária Conceição, em Itajaí.
Era o capelão da Universidade do Vale do Itajaí (Univali).

## Morte
Padre Alvino foi assassinado na madrugada do dia 14 de dezembro, em Itajaí. Suspeitou-se inicialmente de latrocínio. Sua morte causou uma grande comoção no município, visto que padre Alvino era um homem de bastante influência na cidade. No dia 4 de janeiro de 2010, foi preso Maycon Costa Crispim, que acabou confessando o crime posteriormente. Várias especulações foram feitas, inclusive em relação à opção sexual do sacerdote, e sobre outros momentos nos quais o padre já havia sido vítima, como sequestro e roubo. Em 29 de abril de 2010, Maycon Costa Crispim foi condenado a 22 anos de prisão pelo assassinato do padre Alvino. Ele deixou um companheiro, que luta para ter seus direitos reconhecidos perante familiares e a justiça.

## Obra
- Na fonte da água viva (2003), editado pela Editora Graforte.[8]